# M-2002
M-2002 또는 폭풍호는 조선민주주의인민공화국이 개발한 전차의 비공식 명칭이다. 대한민국의 K1 전차도입에 대응하여 개발한 것으로 추측된다. M-2002는 2002년 2월 16일 평양 외곽에서 성능 시험을 거쳐 2010년 공식적으로 공개하였다.

## 개요
조선민주주의인민공화국이 자체생산한 주력전차이며 "천마"계열전차의 마지막 개량판이다.

## 외관
최초의"천마"계열 전차보다 포탑밑부분의 방어력이 강화되였고 기존 포탑옆에 설치되였던 연막탄을 이동시켜 대신에 방호장갑을 붙여놨다.
포방패 부분에는 적외선식 야간투시장비와 레이저거리측정기가 결합된 박스형 구조물이 있는 것을 확인할 수 있으나 구체적으로 이 구조물이 천마216에서 어떤 기능을 위해서 있는지는 확인된 바가 없다.
대공기관총은 구 소련이나 중앙유럽국가들의 T-62와는 다르게 14.5mm KPV 기관총이 추정되는 대공기관총을 볼 수 있는데, 이는 대전차 전력이나 헬기를 상대하기 위한 대책으로 보고 있다.
후에는 대전차 미사일인 "불새"가 탑재된것을 볼수가 있다.

## 성능
17년도 열병식에서 특이하게도 불새 계열 대전차 미사일 런처와 기관총을 잔뜩 장착한 모습을 보여주었는데 별도의 열상카메라는 발견되지 않는다. 이러한 형태는 대전차 및 생존성을 낮추기에 IFV아 담당하는 화력 지원과 보병 지원용 플랫폼으로 활용하는 것이 아닌지 추측이 나오고 있다.

## 같이 보기
- 천마호
- 선군호
- 96식 전차
- T-72
- T-90